# 신재필
신재필(1982년 5월 25일 ~ )은 대한민국의 축구 선수이며 포지션은 수비수와 미드필더 멀티 플레이어다. 현재 말레이시아 슈퍼리그 믈라카 유나이티드에서 뛰고 있다.

## 축구인 경력

### 선수 경력
2001년 안양 LG 치타스 (현 FC 서울)에 입단하였다. 경찰에서 군 복무 후 소속 팀으로 복귀하였지만 자리를 잡지 못하고 방출 통보를 받았고 이후 안산 할렐루야로 이적하였다.